# Момо (Тонга)
Момо (тонг. Momo) — 10-й по счету туи-тонга, верховный правитель (вождь и жрец) Тонганской империи. Момо правил на границе XI и XII веков н. э. При его правлении империя начала территориальную экспансию, захватив Самоа и часть островов Фиджи. Время правления этого туи-тонга, а также его сына, 11-го правителя Тонга, Туитатуи.